# (8439) Albellus
(8439) Albellus ist ein Asteroid des äußeren Hauptgürtels, der am 29. September 1973 von dem niederländischen Astronomenehepaar Cornelis Johannes van Houten und Ingrid van Houten-Groeneveld entdeckt wurde. Die Entdeckung geschah im Rahmen der 2. Trojaner-Durchmusterung, bei der von Tom Gehrels mit dem 120-cm-Oschin-Schmidt-Teleskop des Palomar-Observatoriums aufgenommene Feldplatten an der Universität Leiden durchmustert wurden, 13 Jahre nach Beginn des Palomar-Leiden-Surveys.
Der Asteroid gehört zur Themis-Familie, einer Gruppe von Asteroiden, die nach (24) Themis benannt wurde. Die zeitlosen (nichtoskulierenden) Bahnelemente von (8439) Albellus sind fast identisch mit denjenigen von drei kleineren, wenn man von der Absoluten Helligkeit von 14,5, 14,3 und 15,1 gegenüber 13,5 ausgeht, Asteroiden (35449) 1998 CR3, (66128) 1998 SV114 und (121581) 1999 VK101.
(8439) Albellus ist nach dem Zwergsäger benannt, einer Art der Entenvögel, deren wissenschaftlicher Name Mergellus albellus lautet. Zum Zeitpunkt der Benennung des Asteroiden am 2. Februar 1999 war der Bestand des Zwergsägers, der in den Niederlanden als Wintergast vorkommt, dort gefährdet.